# Вонсоше (Венґровський повіт)
Вонсоше (пол. Wąsosze) — село в Польщі, у гміні Вежбно Венґровського повіту Мазовецького воєводства.
Населення — 88 осіб (2011).
У 1975-1998 роках село належало до Седлецького воєводства.

## Демографія
Демографічна структура станом на 31 березня 2011 року:
|          | Загалом | Допрацездатний вік | Працездатний вік | Постпрацездатний вік |
| -------- | ------- | ------------------ | ---------------- | -------------------- |
| Чоловіки | 43      | 10                 | 30               | 3                    |
| Жінки    | 45      | 12                 | 23               | 10                   |
| Разом    | 88      | 22                 | 53               | 13                   |